# Kip Leona Štuklja (Alenka Vidergar)
Kip Leona Štuklja je doprsni kip, ki stoji v mariborskem mestnem parku, ki so ga postavili na pobudo mariborskega župana Franca Kanglerja. Avtorica kipa, ki  je že šesti Štukljev v Sloveniji, je akademska kiparka Alenka Vidergar, ob njej pa so s kamnom na tleh označili tudi sprehajalno pot Leona Štuklja.